# Edward Sparrow
Edward Sparrow (* 29. Dezember 1810 in Dublin; † 4. Juli 1882) war ein prominenter Politiker der Konföderierten Staaten von Amerika.

## Werdegang
Edward Sparrow wurde am 29. Dezember 1810 in Dublin, Irland geboren. Später wanderte seine Familie in die Vereinigten Staaten aus und ließ sich dort im Bundesstaat Louisiana nieder.
Als Folge der wachsenden Spannungen zwischen den Nord- und Südstaaten der Vereinigten Staaten gingen 1861 die Konföderierten Staaten von Amerika hervor. Sparrow wurde daraufhin als Deputierter von Louisiana in den provisorischen Konföderiertenkongress gewählt, wo er zwischen 1861 und 1862 tätig war. Danach wählte man ihn in den neugeschaffenen Senat der Konföderierten Staaten. Dort diente er im 1. und 2. Konföderiertenkongress zwischen 1862 und 1865.
Edward Sparrow verstarb am 4. Juli 1882.

## Anmerkung
Edward Sparrow war der reichste Mann in der konföderierten Regierung. Der Census von 1860 schreibt sein Vermögen auf einen Wert von 1,2 Millionen Dollar, das heute einen vergleichbaren Wert von einer Milliarde hätte. 